# 羽叶点地梅
羽叶点地梅（学名：Androsace filicula）是报春花科点地梅属的一个物种，为一年生或二年生、被毛小草本植物。分布于中国西北部高山上的石罅中。